# Wise County, Virginia
Wise County är ett administrativt område i delstaten Virginia, USA, med 41 452 invånare. Den administrativa huvudorten (County Seat) är Wise.

## Geografi
Enligt United States Census Bureau så har countyt en total area på 1 050 km². 1 049 km² av den arean är land och 3 km² är vatten.  

### Angränsande countyn
- Letcher County, Kentucky - nordväst
- Pike County, Kentucky - norr
- Dickenson County - nordost
- Russell County - öster
- Scott County - söder
- Lee County - sydväst
- Harlan County, Kentucky - väster